# Kostel svatého Jana Evangelisty Na bojišti
Kostel svatého Jana Evangelisty Na bojišti byl románský kostel v Praze na Novém Městě, na jehož místě v současnosti stojí částečně dům čp. 465 v Kateřinské ulici a Štefánikův dům a Lékařský dům na křižovatce ulic Sokolské a Ječné. Odkryt byl při archeologických pracích v letech 1929 a 1982. Pozůstatky kostela jsou chráněny jako kulturní památka České republiky.

## Historie
Kostel byl postaven před rokem 1183 Alžbětou Uherskou na památku vítězství jejího manžela Bedřicha nad Soběslavem II. na tomto místě v bitvě roku 1179, kterou zvrátil výsledek předchozí bitvy u Loděnice. Za husitských válek byl kostel pobořen a během třicetileté války úplně zanikl.
Bitvu a založení kostela popsal Jarloch (1165–1228) ve svém díle Letopis Jarlocha, opata kláštera milevského, pokračování Kosmovy kroniky.

### Podoba kostela

Kostel sv. Jana vpravo za kostelem sv. Štěpána (Václav Hollar, 1636)

Stavba orientovaná z východu na západ měla obdélnou loď s polokruhovou apsidu na východě, na západní průčelí byla přisazena čtyřboká věž. V jižní zdi prolomený portál vedl do plochostropé lodi, zaklenuté v západní části dvěma poli křížové klenby, střední sloupek pod klenbou nesl tribunu. Základy lodi i věže byly provázané, zdi na nich byly silné 1,7 – 2 metry. Kostelík měl na délku přibližně 10 metrů a na šířku přibližně 7 metrů. V bezprostřední blízkosti kostela nebyly při archeologických pracích zjištěny žádné středověké pohřby.